# Bidens multiceps
Bidens multiceps là một loài thực vật có hoa trong họ Cúc. Loài này được Fassett mô tả khoa học đầu tiên năm 1925.